# خور، هلند
خور (به هلندی: Goor) یک منطقهٔ مسکونی در هلند است که در هوف فان‌تونته واقع شده‌است. خور ۱۲٬۳۱۴ نفر جمعیت دارد.